# رملپ (آلاباما)
رملپ (به انگلیسی: Remlap) یک منطقهٔ مسکونی در ایالات متحده آمریکا است که در شهرستان بلونت، آلاباما واقع شده‌است. رملپ ۳٬۵۷۴ نفر جمعیت دارد و ۲۲۵٫۸۶ متر بالاتر از سطح دریا واقع شده‌است.